# Ar Falz
Ar Falz (la falç) és una organització bretona, progressista i laica, a favor de la llengua bretona. També és el nom de la revista publicada per l'associació.

## Orígens
Creada en gener de 1933 per Yann Sohier com a « butlletí mensual dels mestres laics partidaris de l'ensenyament del bretó ». El gerent era Fant Rozec (Meavenn). Ar Falz era sostinguda per Marcel Cachin. Kerlann era un dels principals col·laboradors de la revista des dels seus començaments, en particular en els articles d'història i de matemàtiques en bretó, i serà escollit successor de Yann Sohier, a la seva mort el 1935.
Ar Falz milita per l'ensenyament del bretó que és menystingut per l'administració. L'any 1945, Ar Falz proposà de reprendre als laics de Bretanya la petició interrompuda per la guerra, en favor de l'ensenyament de la llengua bretona. En particular, la campanya "Ar brezhoneg er skol" ("el bretó a l'escola") fou sostinguda per un gran nombre de municipis bretons. Però com d'altres iniciatives (com la petició popular d'Emgleo Breiz que reuní diversos centenars de milers de signatures en 1967), aquesta iniciativa no trobà més que menyspreu i indiferència per part dels poders públics francesos.

## El declivi i el despertar
El moviment va restar aparcat durant la Segona Guerra Mundial.
Un cop es va acabar, l'associació fou rellançada per militants procedents de la resistència, com Armand Keravel i René-Yves Creston amb el suport de Marcel Cachin del PCF. Durant un temps, el seu president serà Per-Jakez Hélias.
En 1950, Ar Falz participà en la creació de Kendalc'h, una confederació de cercles cèltics, i serà membre de l'associació Emgleo Breiz.

## Skol Vreizh
Mentre que els anys 1950 veuen la revolució agrícola transformar la societat baix-bretona que passa d'una pagesia bretonnòfona a una societat d'agricultors francòfons, els anys 1960 i 1970 veuen la cultura bretona perdre el seu descrèdit a causa d'una cultura pagesa gràcies a l'acció de Glenmor, Gilles Servat, Alan Stivell i d'altres. Ar Falz creà llavors Skol Vreizh ("l'escola bretona") amb la finalitat de crear i publicar material pedagògic. De suplement d'Ar Falz, Skol Vreizh esdevindrà una revista trimestral autònoma. Skol Vreizh editarà sobretot una sèrie de llibres en la col·lecció Història de la Bretanya i dels Països Cèltics. L'any 1967, Ar Falz participà en la creació de War 'l leur (« war al leur » : «sobre el sòl »), una de les dues confederacions de cercles cèltics amb Kendalc'h. L'any 1969, Ar Falz creà, amb l'UDB i la JEB (Joventut Estudiant bretona) el moviment Galv, Comitè d'Acció Progressista per la Llengua Bretona. Sota la presidència de Paolig Combot, l'associació Ar Falz i l'editorial Skol Vreiz s'instal·len l'any 2002 en de nous locals al centre de la ciutat de Morlaix, a l'antiga manufactura de tabac rehabilitada.